# 光デバイス
光デバイス（ひかりデバイス）は、人工的な光源および光伝送に用いる素子の総称。

## 概要
発光素子、受光素子、光導波路、光増幅器などを包括し、情報化社会の進む現代での重要なキーワードのひとつとなっている。光デバイスは固体素子半導体光学素子のみを指すことが多いが、広義には気体発光素子や液体発光素子も含まれるが稀である。たとえばフォトカプラは、電子回路間の信号伝送を一度光を介すことでノイズの影響を次段回路へ伝えないといったメリットを持つ発光・受光素子の一体パッケージである。また、光通信では複雑に多重化された光の発光部、受光部のほかに伝送路となる光ファイバ、光増幅器、また分光器といった高度な光デバイスを包括する。また発光ダイオードや有機ELは現在最も注目されている光デバイスで、今後の照明分野に大きな影響を与えると考えられている。